# Agata Kulesza
Pour les articles homonymes, voir Kulesza.
Agata Kulesza-Figurska (née le 27 septembre 1971 à Szczecin, en Pologne) est une actrice polonaise.

## Biographie
En 1994, Agata Kulesza obtient son diplôme avec mention très bien de l'Académie de théâtre Alexandre Zelwerowicz et devient actrice de Théâtre dramatique de Varsovie qu'elle quitte en 2011 pour le Théâtre Ateneum.
En 2008, elle participe à la huitième édition de Taniec z gwiazdami diffusée sur TVN, équivalent de l'émission britannique Strictly Come Dancing avec son partenaire Stefano Terrazzino. Elle décide de remettre le grand prix (voiture) qu'elle vient de gagner à des œuvres de charité.
En 2012, elle reçoit le prix du cinéma polonais (Orły) de la meilleure actrice pour le rôle dans Róża de Wojciech Smarzowski. Pour son rôle dans Ida de Pawel Pawlikowski en 2013, elle reçoit le prix de la meilleure actrice au 38e Festival du film polonais de Gdynia, et le prix du cinéma polonais 2014 (Orły). En 2012, également, elle reçoit le prix annuel du ministère de la Culture et du Patrimoine national. En 2014, on lui décerne le prix de Los Angeles Film Critics Association pour son rôle dans Ida. En 2016, le prix Crystal Mirror lui est attribué par le mensuel polonais Zwierciadło.

## Filmographie partielle
- 1993 : Człowiek z... de Konrad Szołajski : Ania
- 1995 : Die Straßen von Berlin
- 1996 : Poznań '56 de Filip Bajon : Zośka
- 2001 : Przedwiośnie
- 2002 : Moje pieczone kurczaki: Magda, femme de Wojtek
- 2003 : Siedem przystanków na drodze do raju : Głucha
- 2004 : Cudownie ocalony'' : Czarna
- 2004 : Park tysiąca westchnień''
- 2005 : Fortuna czyha w lesie''
- 2005 : Solidarność, Solidarność... : femme de Philippe
- 2006 : Co słonko widziało
- 2006 : Fundacja : Anka Małecka
- 2007 : Kilka prostych słów d'Anna Kazejak-Dawid
- 2008 : Mała wielka miłość
- 2008 : Zamiana
- 2010 : Skrzydlate świnie
- 2011 : Ki
- 2011 : Róża de Wojciech Smarzowski : Róża Kwiatkowska
- 2011 : La Chambre des suicidés, de Jan Komasa : Beata Santorska, mère de Dominik
- 2012 : Miłość : La femme du président
- 2012 : Dzień Kobiet : Une psychologue
- 2013 : Nigdy się nie dowiesz
- 2013 : Wszystkie kobiety Mateusza
- 2013 : Drogówka : Jadzia
- 2013 : Dissimulation, de Jan Kidawa-Błoński (pl) : Wanda
- 2013 : Ida, de Paweł Pawlikowski : Wanda Gruz
- 2015 : Les Innocentes d'Anne Fontaine : la mère supérieure
- 2016 : Je suis un tueur (Jestem mordercą) : Lidia Kalicka
- 2016 : Dark Murders (Dark Crimes) d'Alexandros Avranas : Marta
- 2017 : Ultraviolet  : Anna Serafin (série télévisée)
- 2018 : Cold War (Zimna wojna) de Pawel Pawlikowski : Irena
- 2019 : World on Fire : Maria Tomaszeski (mini-série)
- 2020 : Le Goût de la haine de Jan Komasa : Beata Santorska

## Doublage polonais
- Julia Roberts dans :

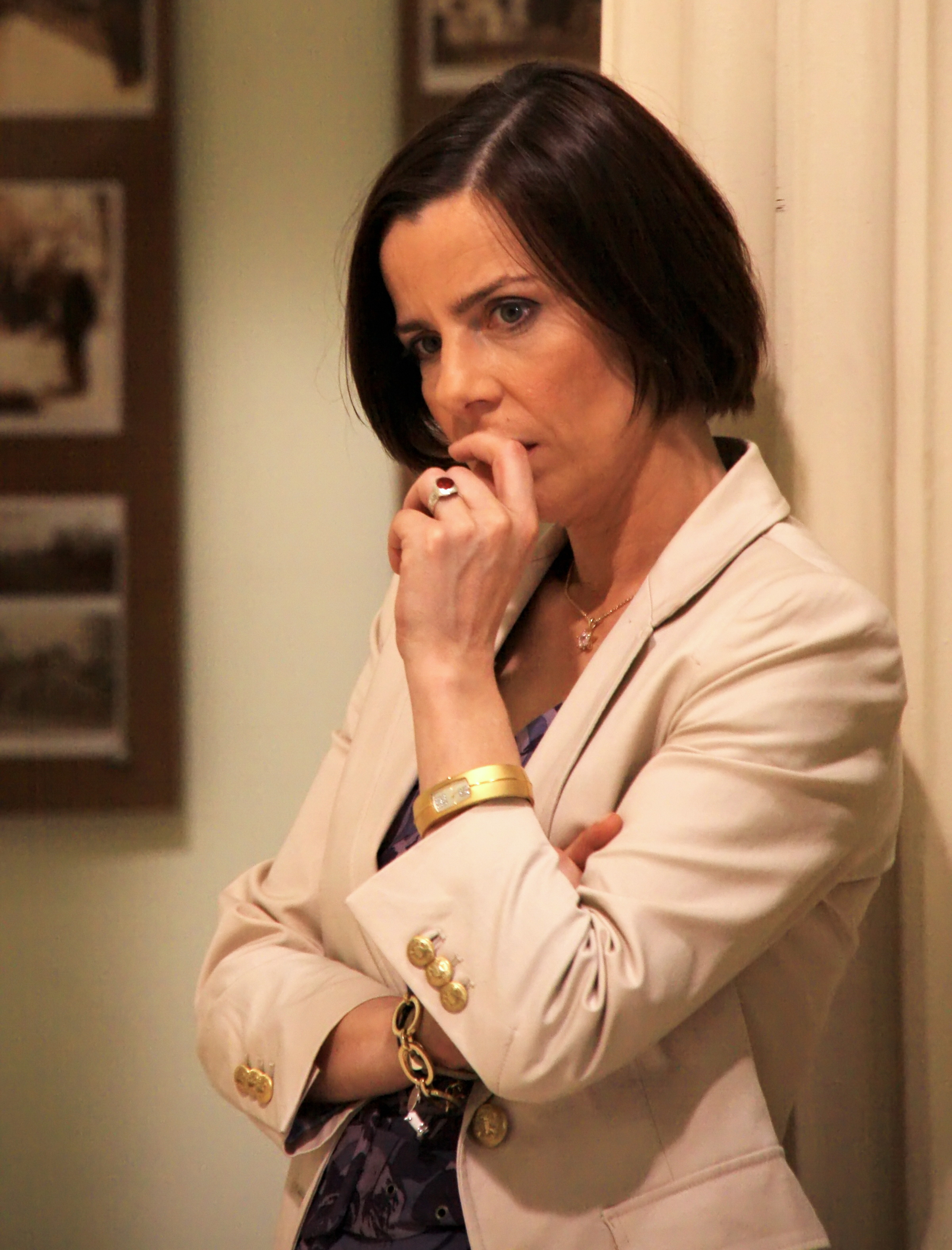
Agata Kulesza, en 2010

  - Le Petit Monde de Charlotte (2006) : Charlotte (voix)
  - Blanche-Neige (2012) : La reine Clementianna
  - Wonder (2017) : Isabel Pullman
- 2005 : Charlie et la Chocolaterie : Mme Bucket (Helena Bonham Carter)
- 2005 : Nanny McPhee : Selma Vavite (Celia Imrie)
- 2005 : Petit poulet : Foxy Loxy
- 2006 : Raymond : Rebecca Douglas (Kristin Davis)
- 2007 : The Witcher : plusieurs personnages
- 2007 : Shrek le troisième : Raiponce
- 2008 : Le Monde de Narnia : Le Prince Caspian : sorcière
- 2009 : Le Petit Nicolas : mère de Nicolas (Kad Merad)
- 2009 : Hannah Montana, le film : Vita (Vanessa Williams)
- 2012 : Risen 2: Dark Waters : Cassandra
- 2014 : Opération Muppets : Nadya (Tina Fey)
- 2017 : Coco : Mamá Imelda
- 2017 : Star Wars, épisode VIII : Les Derniers Jedi : vice-amirale Amilyn Holdo (Laura Dern)
- 2018 : Mowgli : La Légende de la jungle : Kaa (Cate Blanchett) (voix)
- 2021 : WandaVision : Agnès / Agatha Harkness (Kathryn Hahn) (mini-série)

## Théâtre
Théâtre Ateneum
- 2015 : Marie Stuart de Wolfgang Hildesheimer, l'adaptation d'Agata Duda-Gracz[6]

## Distinctions

### Récompenses
- Aigle de la meilleure actrice 2011 pour Róża
- Festival international du film de Gijón 2012 : meilleure actrice pour Ida
- Festival du film polonais de Gdynia 2013 : meilleure actrice pour Ida
- Aigle de la meilleure actrice 2013 pour Ida
- Festival de cinéma européen des Arcs 2013 : Prix d'interprétation féminine pour Ida
- Film Forum Zadar 2014 : meilleure actrice pour Ida
- Los Angeles Film Critics Association Awards 2014 : meilleure actrice dans un second rôle pour Ida
- 18e cérémonie des Las Vegas Film Critics Society Awards (2014) : meilleure actrice dans un second rôle pour Ida

### Décorations
- Croix de chevalier de l'Ordre Polonia Restituta en 2014
- Médaille d'argent Gloria Artis en 2014